# Odorrana
Odorrana är ett släkte av groddjur. Odorrana ingår i familjen egentliga grodor.

## Dottertaxa tillOdorrana, i alfabetisk ordning[1]
- Odorrana absita
- Odorrana amamiensis
- Odorrana andersonii
- Odorrana anlungensis
- Odorrana aureola
- Odorrana bacboensis
- Odorrana banaorum
- Odorrana bolavensis
- Odorrana chapaensis
- Odorrana chloronota
- Odorrana daorum
- Odorrana exiliversabilis
- Odorrana gigatympana
- Odorrana grahami
- Odorrana graminea
- Odorrana hainanensis
- Odorrana hejiangensis
- Odorrana hosii
- Odorrana indeprensa
- Odorrana ishikawae
- Odorrana jingdongensis
- Odorrana junlianensis
- Odorrana khalam
- Odorrana kuangwuensis
- Odorrana leporipes
- Odorrana livida
- Odorrana lungshengensis
- Odorrana macrotympana
- Odorrana margaretae
- Odorrana melasma
- Odorrana monjerai
- Odorrana morafkai
- Odorrana nanjiangensis
- Odorrana narina
- Odorrana nasica
- Odorrana nasuta
- Odorrana orba
- Odorrana rotodora
- Odorrana schmackeri
- Odorrana sinica
- Odorrana supranarina
- Odorrana swinhoana
- Odorrana tiannanensis
- Odorrana tormota
- Odorrana trankieni
- Odorrana utsunomiyaorum
- Odorrana versabilis
- Odorrana wuchuanensis
- Odorrana yentuensis
- Odorrana yizhangensis
- Odorrana zhaoi